# Pfarrkirche Weißenkirchen an der Perschling

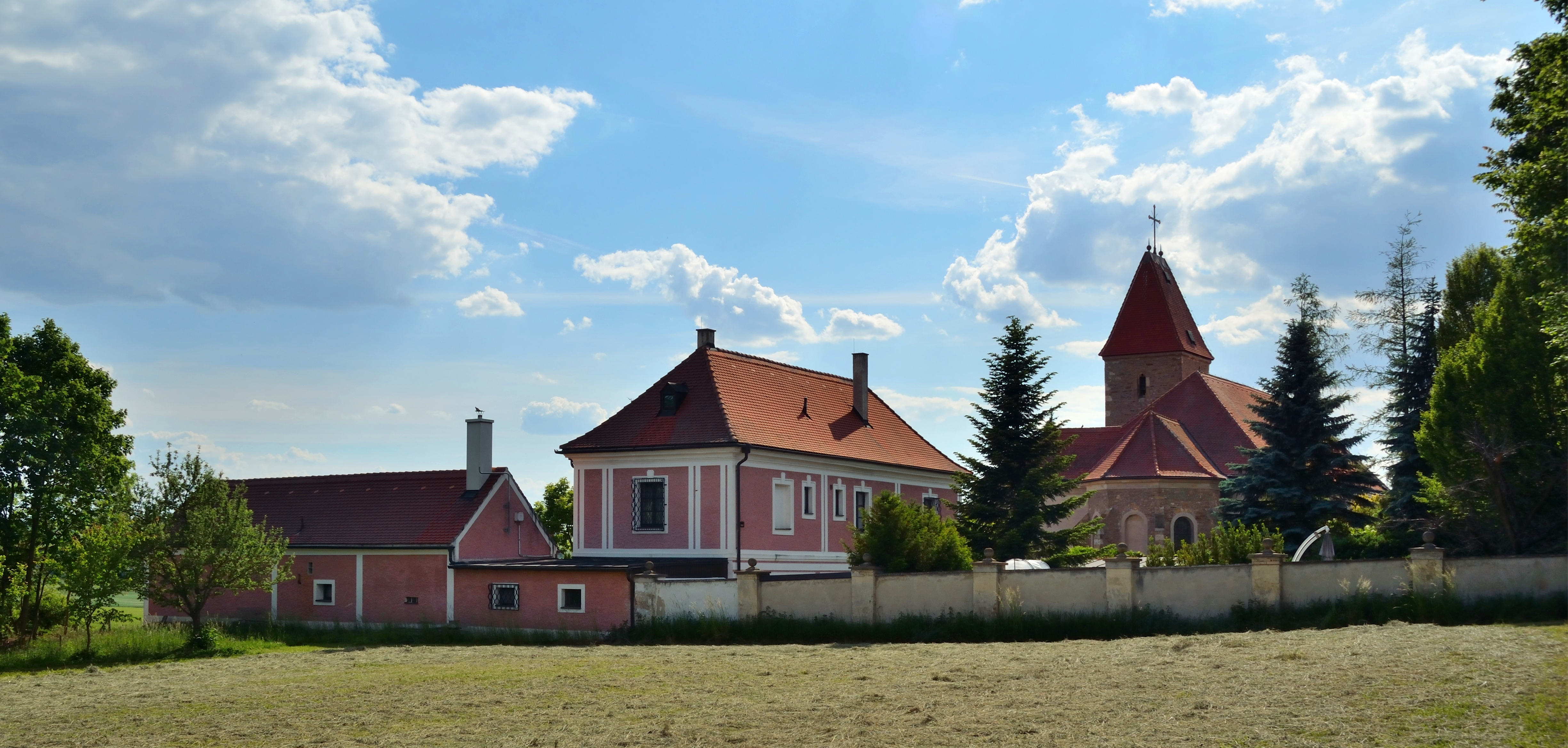
Katholische Pfarrkirche und Pfarrhof in Weißenkirchen an der Perschling

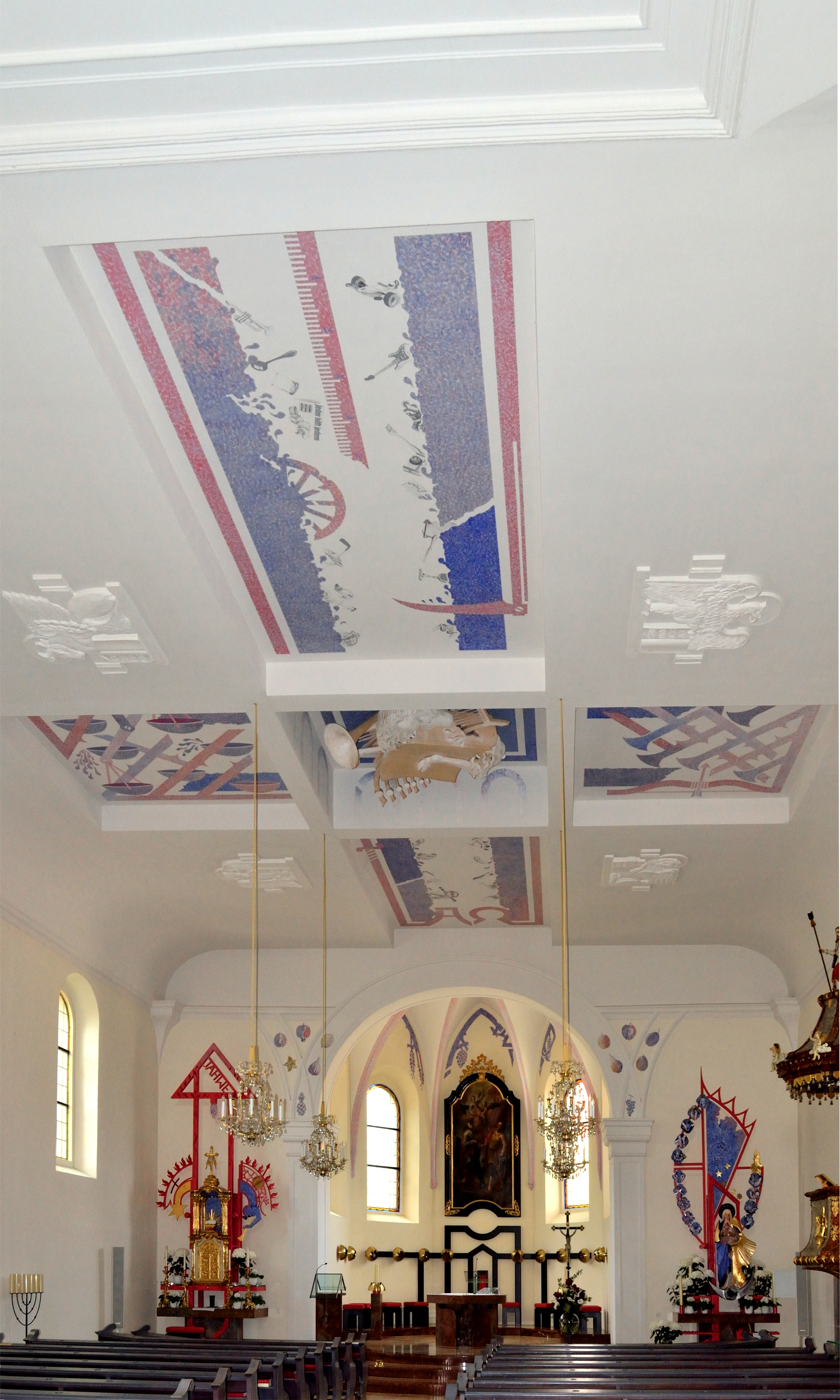
Langhaus, Blick zum Chor

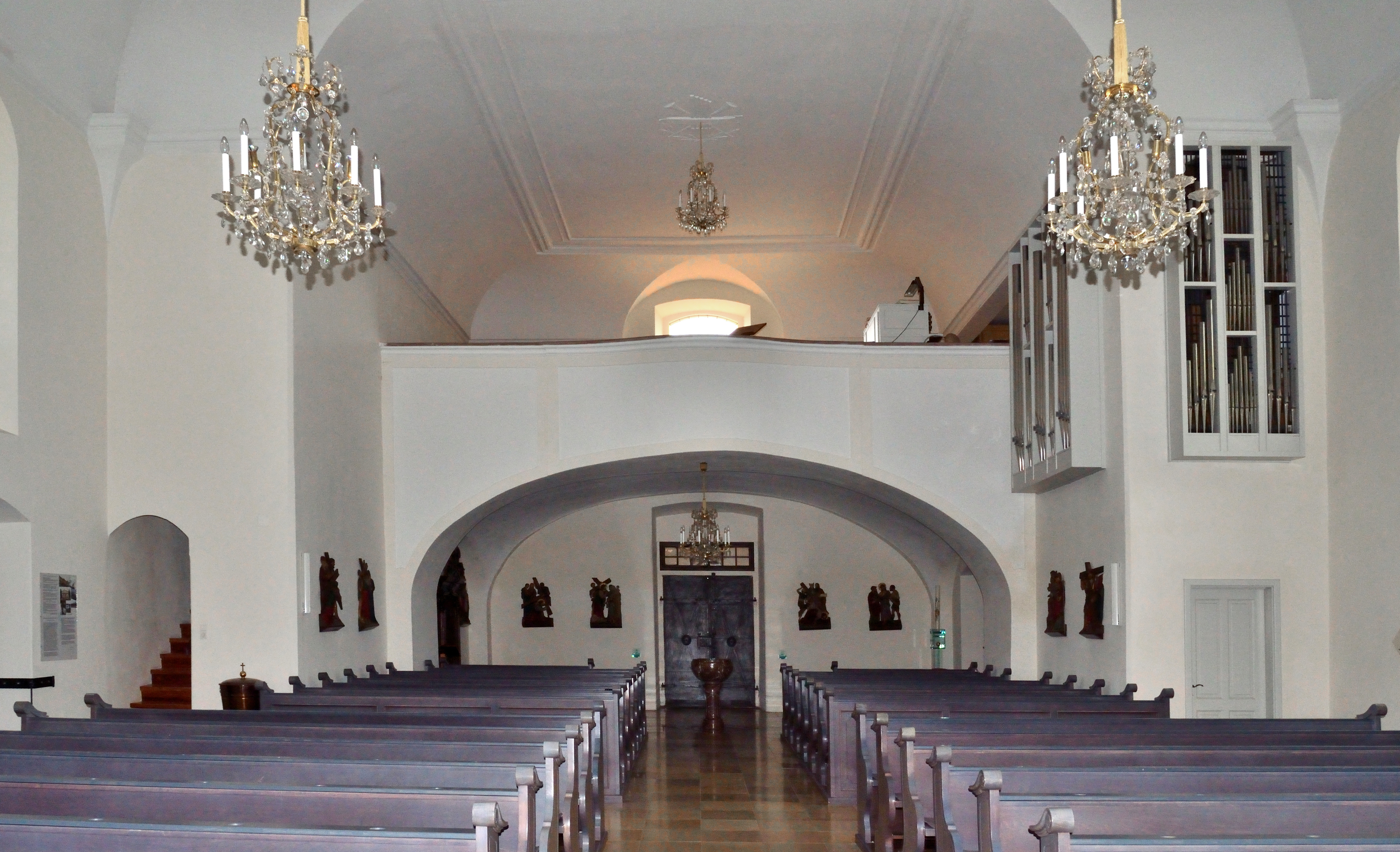
Langhaus, Blick zur Orgelempore

Die römisch-katholische Pfarrkirche Weißenkirchen an der Perschling steht auf einer Anhöhe in der Ortschaft Weißenkirchen an der Perschling in der Gemeinde Perschling im Bezirk St. Pölten-Land in Niederösterreich. Die dem Patrozinium der Heiligen Simon Zelotes und Judas Thaddäus unterstellte Pfarrkirche gehört zum Dekanat Herzogenburg in der Diözese St. Pölten. Die Kirche steht unter Denkmalschutz (Listeneintrag).

## Geschichte
Urkundlich wurde 1180 eine Kirche genannt. 1783 wurde die Pfarre gegründet.
Der im Kern gotische Kirchenbau aus dem 14. Jahrhundert wurde im 18. und 19. Jahrhundert baulich verändert. 1809 wurde die Kirche teils zerstört, 1817 erlitt die Kirche einen Brand. 1952 und 1976 erfolgten Restaurierungen.

## Architektur
Der vielteilig gestaffelte Kirche zeigt vom gotischen Kirchenbau den Chor mit erneuerte Rundbogenfenster, gotische Strebepfeiler, den hohen Turm mit Rechteckfenstern mit spätgotischen Schallfenstern mit Maßwerk, der Turm trägt ein Keildach. Die gotische Substanz zeigt sich steinsichtig im Unterschied zum 1736 barockisierten verputzten Langhaus und der südlichen Sakristei aus 1736. Die Sakristei zeigt sich als wuchtiger zweigeschoßiger weit vorragender Anbau unter einem Walmdach.
Das Kircheninnere zeigt ein Langhaus unter einer gekehlten Flachdecke aus 1817 mit Stuckreliefs Lamm Gottes, Heiliger Geist und Evangelistensymbole aus 1932. Die platzlunterwölbte Westempore aus 1736 hat eine vorschwingende Brüstung. Der barocke eingezogene Triumphbogen ist korbbogig. Der breite Chor hat ein Rippengewölbe aus dem 14. Jahrhundert.

## Einrichtung
Der spätbarocke Altartisch mit einem Tabernakelaufbau entstand im Ende des 18. Jahrhunderts, er zeigt das Altarblatt Hll. Simon und Judas Thaddäus aus dem dritten Viertel des 18. Jahrhunderts, renoviert von K. Nickmann 1932. Die zwei Seitenaltarbilder Auferstehung und Geburt Christi sind aus der zweiten Hälfte des 18. Jahrhunderts.
Die modernen Seitenaltäre schuf der Bildhauer Helmut Lutz. Die Orgel aus 1978 mit 16 Registern wurde von Gregor Hradetzky gebaut.

## Grabdenkmäler
- An der Südwand des Langhauses Grabplatte zu Franz Xaver Pichelhofer 1783.